# كان يا ما كان المكتشفون
المكتشفون أو كان يا ما كان المكتشفون مسلسل من أنتاج فرنسا عام 1994 من إخراج ألبرت باريل وهو مسلسل تعليمي من الدرجة الأولى يتناول حياة المكتشفون الذين أثروا في حياة البشرية بأسلوب سلس ومناسب لصغار كما يقدم المعلومة بطريقة مرحة وعلمية رائعة.

## الحلقات
- 1 الصينيون.
- 2 أرخميدس واليونانيون.
- 3 هيرو عالم الإسكندرية.
- 4 قياس الوقت.
- 5 هنري الملاح و رسم الخرائط.
- 6 جوتنبرج و الطباعة.
- 7 ليوناردو دافينشي.
- 8 أطباء العصر الحديث.
- 9 جاليلي والأرض.
- 10 نيوتن وقانون الجاذبية.
- 11 بوفون و الطبيعة.
- 12 لافوازييه وعلم الكيمياء.
- 13 سيتفنسون وقوة البخار.
- 14 فاراداي وعلم الرياضيات.
- 15 داروين ونظرية النشوء و التطور.
- 16 مندل و الوراثة.
- 17 لويس باستر و الجراثيم.
- 18 اديسون والكهرباء.
- 19 ماركوني و الموجات.
- 20 فورد و السيارات.
- 21 الطيران.
- 22 ماري كوري و الراديوم.
- 23 ألبرت انشتاين.
- 24 لورانز وعلم الحيوان.
- 25 ارمسترنج والفضاء.
- 26 مستقبلنا بين أيدينا.

## روابط خارجية
- كان يا ما كان المكتشفون على موقع IMDb (الإنجليزية)
- كان يا ما كان المكتشفون على موقع نتفليكس (الإنجليزية)
- كان يا ما كان المكتشفون على موقع ليتربوكسد (الإنجليزية)
- كان يا ما كان المكتشفون على موقع كينوبويسك (الروسية)
- كان يا ما كان المكتشفون على موقع ألو سيني (الفرنسية)
- كان يا ما كان المكتشفون على موقع قاعدة بيانات الفيلم (الإنجليزية)